# روستیسلاف وارگاشکین
روستیسلاف وارگاشکین (روسی: Ростислав Евгеньевич Варгашкин؛ زادهٔ ۲ ژوئن ۱۹۳۳) دوچرخه‌سوار اهل اتحاد جماهیر سوسیالیستی شوروی است.
وی در مسابقات کشوری و بین‌المللی در مجموع برندهٔ ۱ مدال برنز شده‌است.